# Dolní Moravice
Dolní Moravice är en ort i Tjeckien. Den ligger i den östra delen av landet, 210 km öster om huvudstaden Prag. Dolní Moravice ligger 598 meter över havet och antalet invånare är 379.
Terrängen runt Dolní Moravice är platt åt sydost, men åt nordväst är den kuperad. Runt Dolní Moravice är det ganska tätbefolkat, med 56 invånare per kvadratkilometer. Närmaste större samhälle är Rýmařov, 6,2 km sydväst om Dolní Moravice. Omgivningarna runt Dolní Moravice är en mosaik av jordbruksmark och naturlig växtlighet.